# Kósa Sándor (katona)
Kósa Sándor (Nagykőrös, 1967 – 2007. november 2.) katonatiszt, okleveles katonai vezető.

## Pályafutása
1989-ben, a Kossuth Lajos Katonai Főiskola harckocsizó szakán szerez harckocsizó tiszti, illetve harcjármű üzemeltető üzemmérnöki diplomát. Tatára – az 1. harckocsi zászlóalj, 2. harckocsi századához – került első tiszti beosztásaba, mint első szakaszparancsnok. 1990-től a MH 25. Klapka György Harckocsi Dandár, 2. harckocsi zászlóalj 5. századánál szakaszparancsnok – 1991-től főhadnagy –, majd 1992-től az 1. harckocsi zászlóalj 1. századának századparancsnoka. 1995 és 1996 között a 25. Klapka György Önálló Gépesített Dandár hadműveleti kiképző tisztje (századosi rendfokozatban), majd az 1. harckocsi zászlóalj törzsfőnöke (1996–1997), zászlóaljparancsnok-helyettese (1997), zászlóaljparancsnoka (1997–2000). Őrnagy 1997-től, alezredes 2000-től. Rövid ideig a Szárazföldi Vezérkar hadműveletén tervező főtiszt (2000), majd a hódmezővásárhelyi MH 62. Bercsényi Miklós Gépesített Lövészdandár parancsnok-helyettese (2000–2003). 2001. január és július között a MH Őr- és Biztosító Zászlóalj parancsnoka. 2003-tól ezredes és a MH 25. Klapka György Gépesített Lövészdandár törzsfőnöke. 2007. január 1-jétől – a Magyar Honvédség Összhaderőnemi Parancsnokság megalakulását követően – nevezték ki a Hadműveleti Főnökség főnökévé (törzsfőnök-helyettessé). Sólyom László köztársasági elnök 2007. november 7-ei hatállyal dandártábornokká nevezte ki (posztumusz).

## Elismerések
- Tiszti szolgálati jel III. fokozat
- Szolgálati jel 10 év után
- Békefenntartásért
- NATO Békefenntartásért érdemjel[1]
- Szolgálati Érdemjel arany fokozat[4]